# Sachsenhagen
Sachsenhagen è una città di 2.012 abitanti della Bassa Sassonia, in Germania.
Appartiene al circondario della Schaumburg ed è parte della Samtgemeinde Sachsenhagen.